# Bontq
Bontq — Bontq es un sistema de seguimiento de errores y de gestión de proyectos basado en la web, hecho público el 11 de agosto de 2010 por Bontq LLC. Su mayor diferencia frente a sus competidores es la presencia de una plataforma múltiple Desktop Client, que puede capturar imágenes de pantalla y grabar vídeos para la visualización de errores y una colaboración en equipo.

## Características
- El seguimiento de errores[2]
- La gestión de proyectos[3]
- Las capturas de imágenes de pantalla y la grabación de vídeos para visualizar errores (gracias a la plataforma integrada Desktop Client)[4]
- La integración de Google Docs[5]

## Comentarios
El producto ha sido comentado por: Tech Republic, Bright Hub, MakeUseOf, KillerStartups, AppAppeal, y mencionado en Smashing Magazine, Web Designer Depot.